# دسته‌شدن (رفتار)

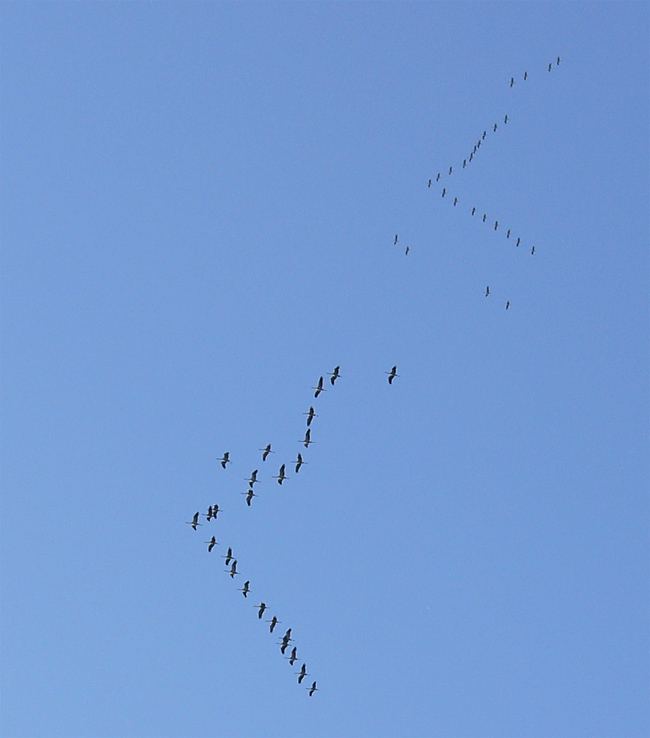
دو دسته از درنای خاکستری

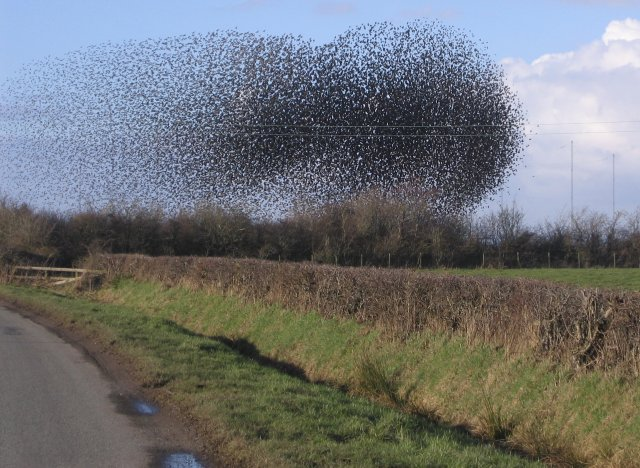
گله‌ای ازدحام‌مانند از سارها

دسته‌شدن (به انگلیسی: Flocking) رفتاری به نمایش گذاشته از یک گروه از پرندگان، به نام دسته است که در جستجوی غذا یا در حال پرواز هستند.

## در طبیعت
شباهت‌هایی با رفتار انبوه ماهی‌ها، رفتار ازدحامی در حشرات و رفتار گله‌ای جانوران خشکی وجود دارد. در طول ماه‌های زمستان، سارها به خاطر جمع‌شدن در گله‌های بزرگ صدها تا هزاران نفری شناخته می‌شوند، زمزمه‌هایی که وقتی به‌طور کلی پرواز می‌کنند، نمایش‌های بزرگی از الگوهای چرخشی جذاب را در آسمان بالای تماشاگران به نمایش می‌گذارند.
رفتار دسته‌شدن در سال ۱۹۸۷ توسط کریگ رینولدز با برنامه شبیه‌سازی خود به نام Boids بر روی کامپیوتر شبیه‌سازی شد. این برنامه عوامل ساده (boid) را شبیه‌سازی می‌کند که اجازه حرکت بر اساس مجموعه‌ای از قوانین پایه‌ای را دارند. این نتیجه شبیه به دسته‌ای از پرندگان، توده‌ای از ماهی‌ها یا ازدحامی از حشرات است.

## الگوریتم
مدل‌های پایه‌ای از رفتار دسته‌شدن با سه قانون ساده کنترل می‌شوند:
جدایش، جدایی
از شلوغی همسایگان خودداری کنید (دوری با برد کوتاه)
هم‌ترازی
به سمت میانگین همسایگان هدایت کنید
انسجام
چرخش به سمت موقعیت میانگین همسایگان (جاذبه برد بلند)